# Rudi Španzel
Rudi Španzel, slovenski slikar, * 18. december 1948, Zabukovica
Rudi Španzel je končal študij na Akademiji za likovno umetnost v Ljubljani, kjer je opravil tudi dve specializaciji. Je eden redkih sodobnih slikarjev na Slovenskem, ki ustvarja po principu renesančnih umetnikov. Na njegovih slikah sta poudarjena realizem in premišljena simbolika, včasih celo manieristična virtuoznost. Razstavljal je po celem svetu, še posebej v Angliji in večkrat v Združenih državah Amerike. Je dobitnik mnogih domačih in tujih priznanj za dosežke v slikarstvu ter avtor portretov na nekdanjih slovenskih tolarskih bankovcih. Poleg tega je oblikoval še posamezne poštne znamke, njegovo znano delo je Barbara Celjska. Leta 1985 je prejel nagrado Prešernovega sklada za umetniške dosežke na področju figuralike. Portretiral je mnoge znane Slovence iz okolice Celja, podjetnike, znanstvenike, kulturne delavce. Med slikami s prefinjenimi karakternimi potezami je naslikal kardinala Franca Rodeta. Slika visi v kardinalskih prostorih v Vatikanu. Rudi Španzel se ukvarja tudi z oblikovanjem vitražev, interjerjev in včasih skulptur. Španzlova dela poleg realistične zasnove vsebujejo še spremljevalne, povečini simbolične stranske elemente, s katerimi dopolnjuje in nadgrajuje osnovno slikovno izpoved portretov in neredko tudi tihožitij (npr. školjke: simbol rojstva, riba: simbol krščanstva...).